# 우고 실바

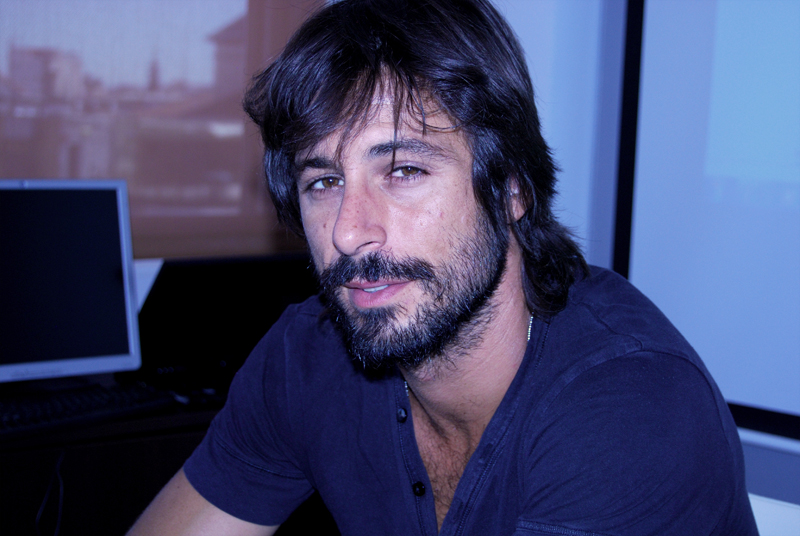

라파엘 우고 페르난데스 실바(스페인어: Rafael Hugo Fernández Silva, 1977년 5월 10일 ~ )는 스페인의 배우, 모델이다.
마드리드에서 태어났다.

## 영화
- 사일런트 워 (2019년)
- 특별한 인질 (2018년)
- 욜로 유 온리 리브 원스 (2017년)
- 위 니드 투 토크 (2016년)
- 레드 스레드 (2016년)
- 마이 빅 나이트 (2015년)
- 욕망의 둥지 (2014년)
- 아임 소 익사이티드 (2013년) - 베니토 모론 역
- 마녀 사냥꾼 (2013년) - 호세 역
- 더 바디 (2012년) - 알렉스 우요아 역
- 아퍼저트 오브 러브 (2011년) - 라울 역
- 투 헬 위드 더 어글리 (2010년)
- 거츠 (2009년)
- 섹스, 파티 그리고 거짓말 (2009년)
- 퀸즈 (2005년)
- 레이디스 나잇 (2003년)